# Ferdinand Seidl
Ferdinand Seidl (12 de enero de 1875 en Koschlan, Bohemia; 6 de julio de 1915 cerca de Lublin, Imperio Ruso) fue un periodista y político germano-bohemio. Como periodista, también utilizó el seudónimo de Kurt Rudolf.
Ferdinand Seidl se licenció en Comercio en Viena y trabajó varios años como funcionario privado. En 1899 se dedicó al periodismo y dirigió durante cuatro años el Deutsches Nordmährerblatt de Olmütz. A partir de 1905 vivió en Troppau. Allí fue redactor jefe del periódico nacionalista alemán y antisemita «Deutsche Wehr» durante tres años. A partir de 1906, fue propietario y redactor jefe de «Die neue Zeit», órgano del Partido Obrero Alemán (DAP), del que también era miembro. Debido a sus actividades periodísticas, fue condenado varias veces por diversos delitos de prensa.
Políticamente, Seidl aparece como agitador y orador del DAP. En 1909 fue nombrado concejal municipal en Troppau. En 1911 fue elegido miembro del Reichsrat por la circunscripción rural de Jauernig-Weidenau-Freiwildau. Como miembro del Reichsrat, se afilió a la Asociación Nacional Alemana. Fue elegido dos veces miembro de la delegación del Reichsrat. Fue presidente de la organización regional de Silesia del DAP, presidente de la «Asociación Política Alemana para Silesia» y de la «Asociación de Trabajadores Alemanes de Troppau».
Al comienzo de la Primera Guerra Mundial, se presenta voluntario, asiste a la escuela de oficiales de reserva de Troppau y sale a campaña como Landsturmleutnant. En julio de 1915 murió en combate en los alrededores de Kraśnik. Fue enterrado en el cementerio local de Gmina Wilkołaz.
Ferdinand Seidl dejó viuda y dos hijos. Sus hijos fueron el compositor Kurt Seidl y el escritor Walter Seidl.